# Нестеров Микита Данилович
Микита Данилович Нестеров (рос. Микита Данилович Нестеров; 28 березня 1993, м. Челябінськ, Росія) — російський хокеїст, захисник. Виступає за «Тампа-Бей Лайтнінг» у Національній хокейній лізі.
Вихованець хокейної школи «Трактор» (Челябінськ). Виступав за «Білі Ведмеді» (Челябінськ), «Трактор» (Челябінськ), «Сірак'юс Кранч» (АХЛ), «Тампа-Бей Лайтнінг».
В чемпіонатах НХЛ — 27 матчів (2+5), у турнірах Кубка Стенлі — 13 матчів (1+5).
У складі молодіжної збірної Росії учасник чемпіонатів світу 2012 і 2013. У складі юніорської збірної Росії учасник чемпіонатів світу 2010 і 2011.
Досягнення
- Срібний призер молодіжного чемпіонату світу (2012), бронзовий призер (2013)
- Бронзовий призер юніорського чемпіонату світу (2011)